# I-đê-an sơ cấp
Trong toán học, cụ thể là đại số giao hoán, một i-đê-an (trái) đích thực Q của một vành giao hoán A được gọi là sơ cấp (hay nguyên sơ) nếu với mọi xy là một phần tử của Q thì x hoặc yn cũng là một phần tử của Q, đối với một số n>0. Ví dụ, trong vòng số nguyên Z, (pn) là i-đê-an sơ cấp nếu p là số nguyên tố.

## Ví dụ và tính chất
- I-đê-an nguyên tố thì là sơ cấp, và hơn nữa một i-đê-an là nguyên tố khi và chỉ khi nó sơ cấp và bán nguyên tố.
- Mọi i-đê-an sơ cấp thì là ban sơ.[2].
- Mọi i-đê-an trong vành {\displaystyle k[x_{1},x_{2},\dots ,x_{n}]} có thể được viết dưới dạng giao hữu hạn của các i-đê-an sơ cấp.[3]